# Naismith Prep Player of the Year
Il premio Naismith Prep Player of the Year è il premio conferito dall'Atlanta Tipoff Club al miglior giocatore ed alla miglior giocatrice del campionato di pallacanestro delle high school statunitensi. Il premio venne istituito nella stagione 1986-1987 e venne ricevuto per la prima volta da Dennis Scott e Lynn Lorenzen.
Il premio è intitolato in onore a James Naismith, l'inventore della pallacanestro, ed è stato scolpito nel 1983 da Martin C. Dawe di Atlanta. Ogni vincitore riceve una copia in bronzo.

## Albo d'oro

### Maschile
- 1987 - Dennis Scott (Flint Hill School, Oakton, Virginia)
- 1988 - Alonzo Mourning (Indian River High School, Chesapeake, Virginia)
- 1989 - Kenny Anderson (Archbishop Molloy High School, Jamaica, New York)
- 1990 - Damon Bailey (North Lawrence High School, Bedford, Indiana)
- 1991 - Chris Webber (Detroit Country Day School, Beverly Hills, Michigan)
- 1992 - Jason Kidd (St. Joseph Notre Dame High School, Alameda, California)
- 1993 - Randy Livingston (Isidore Newman School, New Orleans, Louisiana)
- 1994 - Jerod Ward (Clinton High School, Clinton, Mississippi)
- 1995 - Ron Mercer (Oak Hill Academy, Mouth of Wilson, Virginia)
- 1996 - Kobe Bryant (Lower Merion High School, Ardmore, Pennsylvania)
- 1997 - Shane Battier (Detroit Country Day School, Beverly Hills, Michigan)
- 1998 - Al Harrington (St. Patrick High School, Elizabeth, New Jersey)
- 1999 - Donnell Harvey (Randolph-Clay High School, Cuthbert, Georgia)
- 2000 - Gerald Wallace (Childersburg High School, Childersburg, Alabama)
- 2001 - Dajuan Wagner (Camden High School, Camden, New Jersey)
- 2002 - Raymond Felton ([Latta High School, Latta, Carolina del Sud)
- 2003 - LeBron James (St. Vincent - St. Mary High School, Akron (Ohio))
- 2004 - Dwight Howard (Southwest Atlanta Christian Academy, Atlanta, Georgia)
- 2005 - Lou Williams (South Gwinnett High School, Snellville, Georgia)
- 2006 - Greg Oden (Lawrence North High School, Indianapolis, Indiana)
- 2007 - Kevin Love (Lake Oswego High School, Lake Oswego, Oregon)
- 2008 - Brandon Jennings (Oak Hill Academy, Mouth of Wilson, Virginia)
- 2009 - Derrick Favors (South Atlanta High School, Atlanta, Georgia)
- 2010 - Jared Sullinger (Northland High School, Columbus, Ohio)
- 2011 - Austin Rivers (Winter Park High School, Winter Park, Florida)
- 2012 - Shabazz Muhammad (Bishop Gorman High School, Summerlin, Nevada)
- 2013 -  Andrew Wiggins (Huntington Prep School, Thornhill, Ontario)
- 2014 - Cliff Alexander (Curie High School, Chicago, Illinois)
- 2015 -  Ben Simmons (Montverde Academy, Melbourne, Victoria)
- 2016 - Lonzo Ball (Chino Hills High School, Chino Hills, California)
- 2017 - Michael Porter (Nathan Hale High School, Seattle, Washington)
- 2018 -  R.J. Barrett (Montverde Academy, Mississauga, Ontario)
- 2019 - Isaiah Stewart (La Lumiere School, Rochester, New York)
- 2020 - Cade Cunningham (Montverde Academy, Arlington, Texas)
- 2021 - Chet Holmgren (Minnehaha Academy, Minneapolis, Minnesota)
- 2022 - Dariq Whitehead (Montverde Academy, Newark, New Jersey)
- 2023 - Isaiah Collier (Wheeler High School, Marietta, Georgia)
- 2024 - Cooper Flagg (Montverde Academy, Newport, Maine)

### Femminile
- 1987 - Lynn Lorenzen (Ventura High School, Ventura, Iowa)
- 1988 - Vicki Hall (Brebeuf Jesuit Preparatory School, Indianapolis, Indiana)
- 1989 - Lisa Harrison (Southern High School, Louisville, Kentucky)
- 1990 - Lisa Leslie (Morningside High School, Inglewood, California)
- 1991 - Michelle Marciniak (Central Catholic High School, Allentown, Pennsylvania)
- 1992 - Yolanda Watkins (Decatur High School, Decatur, Alabama)
- 1993 - La'Keshia Frett (Phoebus High School, Hampton, Virginia)
- 1994 - Tiffany Gooden (R. Nelson Snider High School, Fort Wayne, Indiana)
- 1995 - Chamique Holdsclaw (Christ The King RHS, Queens, New York)
- 1996 - Kiesha Brown (Woodward Academy, Atlanta, Georgia)
- 1997 - Tamika Catchings (Duncanville High School, Duncanville, Texas)
- 1998 - Tamika Williams (Chaminade-Julienne High School, Dayton, Ohio)
- 1999 - Kara Lawson (West Springfield High School, Springfield, Virginia)
- 2000 - Diana Taurasi (Don Lugo High School, Chino, California)
- 2001 - Shyra Ely (Ben Davis High School, Indianapolis, Indiana)
- 2002 - Ann Strother (Highlands Ranch High School, Highlands Ranch, Colorado)
- 2003 - Candace Parker (Naperville Central High School, Naperville, Illinois)
- 2004 - Candace Parker (Naperville Central High School, Naperville, Illinois)
- 2005 - Courtney Paris (Millennium High School, Piedmont, California)
- 2006 - Maya Moore (Collins Hill High School, Suwanee, Georgia)
- 2007 - Maya Moore (Collins Hill High School, Suwanee, Georgia)
- 2008 - Elena Delle Donne (Ursuline Academy, Wilmington, Delaware)
- 2009 - Skylar Diggins (Washington High School, South Bend, Indiana)
- 2010 - Chiney Ogwumike (Cy-Fair High School, Cypress, Texas)
- 2011 - Kaleena Mosqueda-Lewis (Mater Dei High School, Santa Ana, California)
- 2012 - Breanna Stewart (Cicero-North Syracuse High, Syracuse, New York)
- 2013 - Diamond DeShields (Norcross High School, Norcross, Georgia)
- 2014 - A'ja Wilson (Heathwood Hall Episcopal School, Hopkins, Carolina del Sud)
- 2015 - Katie Lou Samuelson (Mater Dei High School, Santa Ana, California)
- 2016 - Jackie Young (Princeton High School, Princeton, Indiana)
- 2017 - Megan Walker (Monacan High School, Richmond, Virginia)
- 2018 - Christyn Williams (Central Arkansas Christian High School, Little Rock, Arkansas)
- 2019 - Haley Jones (Archbishop Mitty High School, Santa Cruz, California)
- 2020 - Paige Bueckers (Hopkins High School, Minnetonka, Minnesota)
- 2021 - Raven Johnson (Westlake High School, Atlanta, Georgia)
- 2022 - Kiki Rice (Sidwell Friends School, Maryland, Washington)
- 2023 - JuJu Watkins (Sierra Canyon School, Los Angeles, California)
- 2024 - Sarah Strong (Grace Christian School, Fuquay-Varina, Carolina del Nord)